# Kristjan Sander
Kristjan Sander (8 de diciembre de 1977) es un escritor estonio adscrito al género de la ciencia ficción. Asistente a la Universidad de Tartu, es autor principalmente de cuentos y una colección de novelas bajo el título 13 talvist hetke —con cuatro historias relacionadas temáticamente—; además, participa en el comité editorial de la revista de ciencia ficción Algernon, donde ha publicado varias historias.

## Obras
Novela
- 13 talvist hetke. Tallin: Varrak, 2008.

Novela corta
- Valguse nimel (2003).
- Ümberistumine (2003).
- Pikk tee (2008).
- Reisija juhtum (2008).

- Veel pole õhtu. Colección de cuentos Fantastika: parimad algupärased ulmejutud eesti autoritelt (2004).

En revistas
- Geriljeero (Mardus, 1999).
- Galahar (Algernon, diciembre de 1998).
- Hoiatus (Algernon, noviembre de 1998).
- Kivike (Algernon, abril de 2002).
- Läbikukkumine (Algernon, noviembre de 1998).
- Pirn (Algernon, noviembre de 1998).
- Puruvana päev (Algernon, septiembre de 2001).